# Francisco Cavero Vas
Francisco Cavero Vas también conocido como El Taxista de Canfranc (Canfranc, 3 de diciembre de 1895 - Sare, 23 de octubre de 1944) fue un militar republicano aragonés durante la Guerra civil española, con el inicio de la Segunda Guerra Mundial lideró una guerrilla de maquis españoles y franceses que acabaron con la ocupación alemana de la cordillera del Pirineo Occidental.
Sirvió como teniente y capitán en la 72° Brigada Mixta y la 43° División del Ejército Popular entre diciembre de 1936 y abril de 1939. Es más conocido por ser el comandante y jefe del Estado Mayor de la 10.º Brigada de guerrilleros españoles entre junio y octubre de 1944, una unidad de maquis formada por exiliados españoles perteneciente al XIV Cuerpo de Ejército Guerrillero y las FFI. Los Pirineos Atlánticos y la frontera franco-española fueron su zona de acción, tenían como base el estratégico Col de Marie-Blanque, donde lanzaban sus operaciones guerrilleras.

## Inicio en el movimiento republicano
Desde su infancia, Cavero compartió una gran amistad con Antonio Beltrán Casaña "L'Esquinazau"  también natural de Canfranc, con quien se le suele confundir,su juventud en Canfranc les permitió compartir con su grupo de amigos la misma visión del mundo, que a los pocos años se definiría como una ideología marxista-leninista, en los años 20 se hicieron socios dedicándose el negocio de la madera y más tarde el taxi, que usaban de tapadera para pasar contrabando por la frontera francesa. 

### La sublevación republicana en Jaca

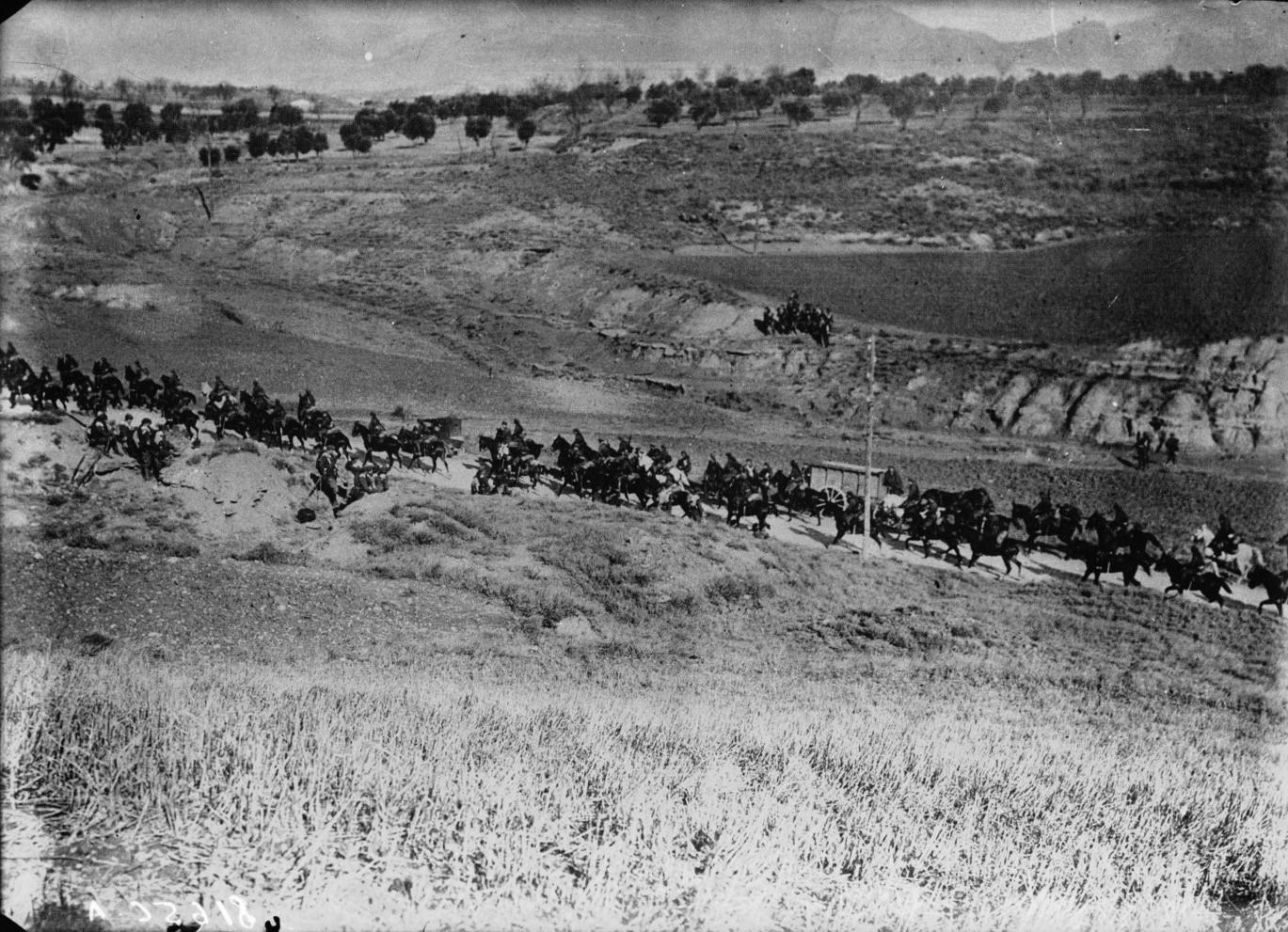
Caballería realista cargando contra la columna republicana de Jaca, carretera de Cillas, diciembre de 1930.

Cavero, al igual que Beltrán, colaboró activamente en la Sublevación republicana de Jaca en diciembre de 1930, fue una pieza crucial del golpe militar republicano, pues ejerció como chófer personal y hombre de confianza de los capitanes Fermín Galán y García Hernández, acompañándolos en sus viajes secretos a Lérida previos al levantamiento, también fue miembro del comité civil. 
El 12 de diciembre de 1930 se proclamó en el ayuntamiento de Jaca la Segunda República Española tras la sublevación de civiles y militares, hubo tiroteos en la capital jacetana que se saldaron con varios carabineros muertos. Tras sublevarse exitosamente la guarnición militar de Jaca partió una columna en ferrocarril y otra por carretera en dirección hacia Ayerbe, por el camino se fueron uniendo algunos civiles y carabineros pero sin alcanzar un gran número, los capitanes republicanos establecieron que el objetivo de las dos columnas era amenazar con sublevar también la plaza de Huesca, ganando la atención del gobierno y la opinión pública, además tendrían una posición más ventajosa a la hora de negociar la abdicación de Alfonso XIII y la transición a una república democrática.
Los militares realistas de la capital oscense se percataron y enviaron caballería y artillería de campaña para interceptar a la columna, en el fatídico combate de Cillas las tropas realistas castigaron con severidad a la columna republicana de militares y civiles en avance, durante este rápido pero duro enfrentamiento fueron apresados los capitanes sublevados, que precisamente iban dentro del taxi de Cavero, todos fueron detenidos, se ponía fin al levantamiento republicano de Jaca. Tras ser juzgados por un tribunal militar, los capitanes Galán y Hernández fueron fusilados, pasando a ser mártires del creciente movimiento republicano, Cavero fue juzgado junto al resto de implicados civiles y encarcelado temporalmente en la Torre del Reloj, hasta que fueron amnistiados con la llegada definitiva de la Segunda Republica Española el 14 de abril de 1931.

## La Guerra Civil Española

### La guerra civil en el Pirineo aragonés
Con el inicio de la guerra civil española, la militarizada comarca de la Jacetania cae inmediatamente bajo control nacional, incluyendo el estratégico enclave de Canfranc junto a sus fortificaciones y la importante estación internacional, en las primeras semanas, el frente pirenaico se establece en la Canal Roya e Izas, pues los republicanos aún controlaban el vecino valle de Tena, al poco tiempo se desplazó a Biescas, quedaba configurado el Frente de Aragón, el más estático y duro de todo el conflicto.
Tras hacer frente brevemente al golpe militar del 18 de julio en Jaca, junto a funcionarios leales al gobierno y civiles de izquierdas, se retiraron a Canfranc en inferioridad numérica, Cavero y los demás huidos comprendieron que sería imposible hacer frente a las disciplinadas tropas de montaña con los escasos recursos que disponían en el valle. Aún así, Ricardo Sánchez, Hilario Borau y Cavero lograron sabotear un tramo de vía frente a los túneles entre el pueblo de Canfranc y Los Arañones (actual Canfranc-Estación), pudiendo retrasar unos días el alzamiento nacional en la estación. Supieron de oídas que los militares rebeldes tenían la idea de tomar rápidamente el tren que subía desde Zaragoza y llegar hasta la estación internacional, al llegar al puesto aduanero se frenaba la huida hacia Francia de los simpatizantes republicanos y sindicalistas ferroviarios del valle, el sabotaje no fue de gran envergadura, pues el tráfico ferroviario se reanudó a los dos días, pero fue tiempo suficiente para dar una oportunidad de huida a muchos republicanos por los montes. El día 20 llegaron los sublevados en el tren, y proclamaron el golpe frente a las autoridades españolas y francesas presentes en el andén. 
Cavero no dudo en partir a Francia junto a sus amigos del pueblo para alcanzar terreno republicano y alistarse al Ejército Popular, de igual forma harían muchos republicanos de la comarca jacetana, que huyeron a la cercana zona republicana para alistarse, dejando atrás a sus familias. Al tiempo de llegar los jacetanos a Barcelona acabaron formando en diciembre de 1936, junto a muchos republicanos del Pirineo aragonés, el 517° Batallón "Alto Aragón" que más tarde conformará en abril de 1937 la 130.ª Brigada Mixta, aunque ese año Cavero fue transferido como cabo a la 72° Brigada Mixta donde alcanzó el rango de teniente en 1937 y el de capitan de milicia en 1938, siempre encuadrado en la 43° División. Cabe recalcar que en estas brigadas combatían codo con codo demócratas republicanos, comunistas, anarquistas, nacionalistas aragoneses y catalanes. En las brigadas mixtas originarias del frente pirenaico, los marxistas y los anarquistas combatieron conjuntamente en milicia como unidades plenamente operativas en escenarios de guerra de montaña, confraternizaron debido a que muchos ya se conocían o compartían las mismas ideas, la forma de vida en alta montaña. A diferencia de los frecuentes roces entre milicias comunistas y anarquistas en los frentes republicanos, sobretodo a partir de los sucesos del 3 de mayo de 1937 en Barcelona, aquí no se permitió que la ideología particular se impusiera al bien común primordial, que era ganar la guerra a los sublevados.

### El frente de Biescas y la Bolsa de Bielsa

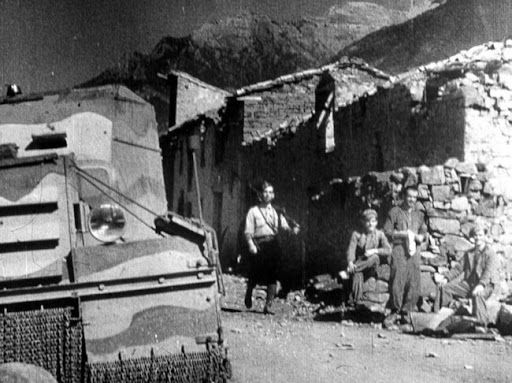
Coche blindado, al lado milicianos republicanos en Biescas, tras su conquista en octubre de 1937.

Cavero alcanzó rápidamente el rango de Sargento en la mítica 43.ª División Republicana, entrando por primera vez en combate en el frente de Biescas y la Batalla de Sabiñanigo de 1937, llegó a participar en el importante asalto a Gavín que los republicanos efectuaron desde el puerto del Cotefablo, mediante un engaño, construyeron una batería de artillería simulada con troncos de árboles, engañando así a los nacionales, que esperaban una descarga de artillería, no una carga de infantería desde el puerto. Con la retirada desde el frente del Alto Gallego a la nueva línea de defensa en Bielsa, los republicanos se reagruparon, pero quedaban cercados en la cabecera del valle por el rápido avance del ejército sublevado, que disponía de tropas de montaña (al igual que los republicanos), aunque estos eran apoyados por bombardeos italianos y voluntarios del CTV. 
Cavero será partícipe de la heroica resistencia republicana en la Bolsa de Bielsa, probablemente la batalla más dura que libró, en los peores momentos de la defensa, cuando Bielsa ya había sido quemada por las bombas incendiarias de los caza-bombarderos, las posiciones republicanas eran constantemente asaltadas y bombardeadas, tras sus líneas, la población civil se protegió entre la frontera francesa y el frente de batalla, que lenta pero inexorablemente retrocedía acorralando a civiles y combatientes en las altas cumbres, la intención final era cruzar el aún nevado "Puerto Viejo" y llegar a Francia, ante la escasez de suministros y armamento en las trincheras republicanas, Francisco Cavero y una escuadra de hombres fueron elegidos para una crucial tarea, una vez acabado el tiroteo, debian correr fuera de la trinchera, a la tierra de nadie donde yacían los nacionales caídos, y conseguir el mayor número de fusiles Mauser y munición operativa en el menor tiempo posible, pues las oleadas de infantería se sucedían una detrás de otra y la aviación fascista no cesaba de hostigar la línea de defensa, que retrocedía gradualmente. Es por estas fechas cuando debió ocurrir el famoso incidente en Fiscal, del que Cavero y Ricardo Sánchez fueron testigos, se comenta los que una columna de milicianos del P.O.U.M abandonaba el asediado frente de Bielsa para ir a luchar en los combates de Barcelona que enfrentaban a las milicias anarco comunistas con el gobierno y las corrientes prosoviéticas del PCE, ante está deserción masiva y la posibilidad de empeorar la situación en el frente pirenaico, algunos oficiales presentes de la 43°División les cortaron el paso a la altura de Fiscal, obligándolos a volver a sus puestos o abrirían fuego contra la columna rebelde, dicen que aquel día a punto estuvieron de liarse a tiros los comunistas y los trotskistas, pero finalmente, el contingente libertario acató la orden y se dio media vuelta, volviendo a sus puestos en el frente, testimonios también afirman que Beltrán y Cavero, al igual que sus paisanos, evitaron el bombardeo y derribo de algunas Iglesias románicas en el Alto Aragón, ya que los nacionales solían montar sus ametralladoras en los campanarios, para abrir fuego sobre cualquier calle del pueblo (como ocurrió en Gavín). En junio de 1938 y tras dos meses de férrea resistencia en la montaña, se retiró con la última avalancha de refugiados militares y civiles por el peligroso puerto, que seguía congelado por esas fechas, no pocos perecieron al resbalar con el hielo del camino y caer por la escarpada ladera, mientras eran hostigados a distancia por el enemigo, cuando llegaron a la frontera, Cavero entregó sus armas a los Gendarmes, pasado a su custodia, poco después, se unió al numeroso grupo de combatientes republicanos que desplazados por el gobierno francés, decidieron volver a incorporarse al Ejército Popular de la República. 

### La batalla del Ebro y la caída de Cataluña
Entró junto a su batallón por la frontera del Port Bou, esta vez adscritos al recién creado Ejército del Ebro, participando en la Batalla del Ebro durante el agosto y septiembre de 1938, la operación que decidiría el resultado defensivo de la guerra, con la pérdida de la cabeza de puente y la derrota de la ofensiva, la última oportunidad de romper el avance nacional fracasó, el Frente de Aragón había caído y Cataluña quedaba a merced de la contraofensiva. La última acción de Cavero durante el conflicto civil sería en la defensa de Cataluña a principios de 1939, siendo jefe del tren divisionario, se hizo cargo de inutilizar gran parte de los trasportes militares y logística de la 43° División durante la retirada republicana en tierras del Llobregat, donde el avance nacional era imparable, sus hombres lograron retirase a tiempo y pasar a Francia una vez más, pero está vez derrotados definitivamente y junto a decenas de miles de refugiados españoles que iniciaban su exilio a lo largo de toda la cordillera de los Pirineos y los puertos mediterráneos. 

### El exilio republicano
Con el fin de la República española y la guerra en España, estando ya en territorio francés, Cavero volvía a ser un civil, pero al igual que muchos excombatientes, era seguido de cerca por las autoridades francesas por su vínculo con el partido comunista español, al tratarse de excombatientes muy politizados pasaron a ser vistos por una parte de la población conservadora como individuos peligrosos, no se sabe con certeza si pasó previamente por alguno de los infames campos de refugiados que se construyeron en el sur francés para controlar a los miles de españoles refugiados. Cavero, Hilario Borau y Ricardo Sánchez, todos ellos veteranos canfranqueses, se unieron a algunos excombatientes españoles que iban encontrando, formando un grupo de trabajadores españoles, en 1940 estuvo trabajando como mano de obra junto a su grupo en las ampliaciones de la estación de esquí de Luchon, en la turística ciudad francesa de Bagneres de Luchon, limítrofe con la frontera aragonesa de Benasque, se cree que este primer grupo de trabajo sería el germen de la futura guerrilla española de Marie Blanque, siguiendo un proceso similar, los numerosos republicanos españoles que trabajaban en la construcción de centrales hidroeléctricas por toda Francia, lograron organizarse y establecer una red clandestina de apoyo mutuo que serviría de base a gran parte de la resistencia española en Francia años más tarde. Al acabar el trabajo, Cavero se dirigió definitivamente a su querido Pirineo bearnés, conocía muy bien aquella zona y sus gentes desde joven, cuando vendía ganado en las ferias bearnesas, está región comunicaba por el Somport con su hogar Canfranc, donde aún residía su familia tras ser excarcelada al final de la guerra, tenía la esperanza de verlos en el Somport una vez la tensión en la frontera pirenaica fuese disminuyendo.

## La Segunda Guerra Mundial en el Pirineo

### La configuración del maquis español durante la ocupación alemana

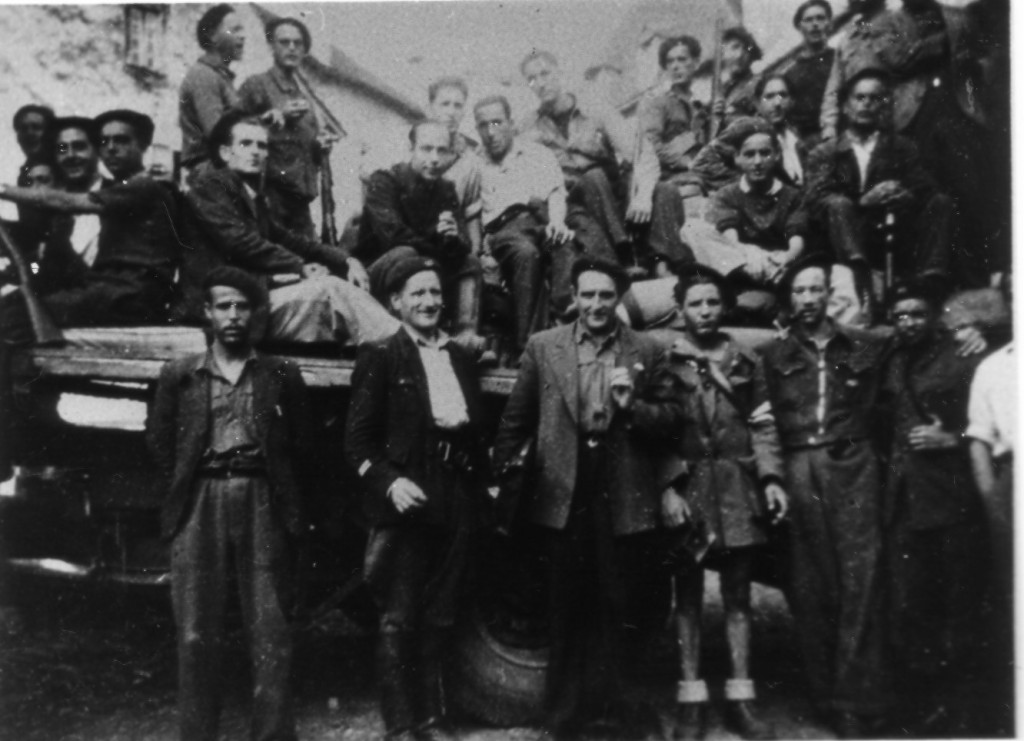
Famosa foto de los guerrilleros españoles en Lées-Athas (Valle de Aspe), Francisco Cavero en el centro a la izquierda, vestido con boina, guerrera y pantalones de oficial alemán, a su derecha Hilario Borau, agosto de 1944.

Con el inicio de la Segunda Guerra Mundial y la invasión alemana de Francia en 1940, pasó a la clandestinidad en la Francia de Vichy por su ideología marxista, llegando a ser detenido una vez pero liberado por mediación de los resistentes franceses, sus fuertes convicciones políticas le obligaban a combatir al nazismo de igual forma que lo había hecho contra los nacionales y falangistas en la terrible guerra española, así pues acabó por unirse a la Resistencia francesa del Alto-Beárn en 1942 junto a varios de sus amigos. Francisco Cavero comenzó sus andanzas en la Resistencia francesa realizando tareas de passeur junto a su hermano Cristino, los "pasadores" o "evadidos" eran pastores españoles y franceses vinculados a la resistencia, ayudaban a espías y pilotos derribados en territorio ocupado a cruzar el Pirineo evadiendo a las patrullas alemanas, pudiendo regresar a territorio aliado por el tren de Canfranc a Zaragoza, de ahí hasta Lisboa, y posteriormente a Londres, eran muy frecuentes los grupos de judíos y opositores políticos guiados por los passeurs en su fin de alcanzar la frontera española, en algún momento. Cavero también se dedicó a recolectar dinero en la ciudad de Pau, que servía para financiar las crecientes células de resistencia y prepararlas para el esperado momento de la liberación.   
En septiembre de 1943, el PCE en el exilio le encarga al maqui guipuzcoano Victorio Vicuña (Julio Oria como tapadera) la creación de la mítica 10° Brigada de Guerrilleros Españoles en el macizo de Pedehurat, en el valle de Ossau, considerada como el primer grupo armado del maquis surgido en todo el Bearn, tan pronto como supo de su existencia, Cavero se unió al maquis español junto a Hilario Borau y Ricardo Sánchez, dejando de un lado las actividades de recadero de la resistencia francesa, en algunos aspectos muy moderada respecto a los combativos comunistas españoles. Debido su experiencia y disciplina en combate, Cavero llegaría a ser elegido comandante y jefe del estado mayor de la 10° brigada, siendo el autor de algunos de los sabotajes y asaltos más conocidos de dicha brigada, por no mencionar las famosas emboscadas que tendía a las patrullas alemanas, ese mismo año de 1943, los recién formados maquis de Canfranc lograron apoderarse de varios parachutages ingleses (envíos de armamento y municiones lanzados en paracaídas por aviones de la RAF, con el fin de abastecer exclusivamente a las FFI) en principio, los contenedores debían ser recogidos por los maquis franceses en un perímetro de lanzamiento previamente acordado en el circo de Lescun, pero los españoles se anticiparon y encontraron las armas antes que los franceses, gracias a esto, el pequeño pero experimentado grupo comandado Cavero pudo armarse con modernos fusiles Lee-Enfield n°4, subfusiles Sten y las eficientes ametralladoras ligeras Bren Mk.1, todo de fabricación británica, además de los abundantes Kar98 y MG 34 que tomaban de los alemanes caídos. Los maquis españoles completaban su pertrecho usando partes de uniforme alemán, sobre todo las codiciadas botas y pantalones de oficial alemán, como es el caso de Cavero, también cartucheras, por lo general no usaban casco, sino la popular boina vasca, estaba muy extendida y era usada en todas las unidades del maquis español y francés, no solo en el Pirineo, como "uniforme" usaban guerreras civiles de tonalidades oscuras, en los parachutages había escasas chaquetas militares, por lo que en Olorón se llegó a organizar un taller clandestino de la resistencia donde aprovecharon el verde camuflaje de los paracaídas de los envíos ingleses para confeccionar parcas y chaquetas para los combatientes.  

### Hilario Borau y Ricardo Sánchez, los guerrilleros canfranqueses de la 10° Brigada
El mejor y más eficiente grupo de combatientes y guerrilleros españoles del Pirineo, la 10° Brigada de Marie Blanque, estaba compuesto los españoles y franceses de confianza, sus amigos Hilario y Ricardo siempre destacaron por su fidelidad y compromiso a la causa desde que abandonaron juntos su natal Canfranc en 1936 junto a Cavero, para el comandante Francisco, su segundo al mando en el maquis siempre fue su gran amigo libertario Hilario Borau, que después de Cavero, era el más experimentado en combate del grupo, Cavero ya aclaró en una ocasión que si moría en combate, sería sucedido por su amigo Hilario, el más responsable y discuplinado de los guerrilleros nacidos en Canfranc, lideró el ataque de grupo de españoles contra el tren lleno de alemanes en la repentina retirada de Bedous, y pasaría a ser el nuevo comandante de la 10° brigada tras los eventos de Sare en octubre de 1944. Aunque Hilario era después de Cavero el maqui de mayor rango en la brigada, el joven Ricardo Sánchez, uno de sus mejores amigos además de su cuñado, era sin duda el gran protegido de Cavero, este no quería que Ricardo arriesgarse tanto en combate, pues no se perdonaría nunca que le ocurriese algo malo mientras Cavero fuese comandante, durante 8 años fue lo más cercano a una familia que tenía desde que en 1936 se alistaron los amigos de Canfranc al Ejército Popular, el jovencísimo Ricardo Sánchez combatido desde entonces junto a sus amigos, los cuales, al ser más mayores, le fueron enseñando lo más básico del combate, adquiriendo mucha experiencia en las batallas de Bielsa y el Ebro, llegando a su madurez como oficial liderando temporalmente una maltrecha unidad blindada republicana en la retirada de la 43° división en Llobregat, una vez pasó al exilio en Francia no se separó de Cavero, Ricardo llegaría a ser uno de los maquis más valorados por los franceses, precisamente por haber tenido a Cavero como tutor, logró desarrollar la tan característica sangre fría y seguridad propia de Cavero en medio de los cruentos enfrentamientos, su profesionalización como maqui la alcanzó durante la lucha contra las tropas alemanas en Aspe y Ossau, donde protagonizó una de las hazañas más impresionantes realizadas por el maquis español, al rendir el solo y con ayuda de una granda una guarnición alemana de 50 hombres atrincherada en el hotel Baresse, en la frontera del Portalet, Sánchez no participó en la operación del maquis en octubre de 1944. 

### La lucha del maquis español contra la ocupación alemana en Bearn
Tras el Desembarco de Normandía el 6 de junio de 1944 comienzan las hostilidades en el Pirineo, el sur de Francia pasaba entonces a ser zona de guerra. El comandante Cavero destacó por el liderazgo de la 10° brigada , aportar gran parte del esfuerzo bélico contra las fuerzas alemanas, formando excelentes maquis que siempre iban armados con lo mejor, además se encargó justo a los líderes del maquis francés de diseñar y completar el itinerario de liberación en Ossau y Aspe (participando en la liberación de una 15 de pueblos franceses) hasta la definitiva derrota de las fuerzas alemanas en Pirineo y su rendición incondicional en Somport a finales de agosto de 1944.
Una vez expulsó a los alemanes logró destacarse entre la resistencia hispano-francesa como un gran líder y estratega de los estratégicos puertos del Pirineo central. La brigada que comandaba, compuesta por los más experimentados guerrilleros españoles y franceses elegidos personalmente por el comandante Cavero, realizó importantes actos de guerrilla y sabotaje sobre la infraestructura militar alemana, sus guarniciones fronterizas, puestos avanzados, estaciones de radio y el importante nodo ferroviario 

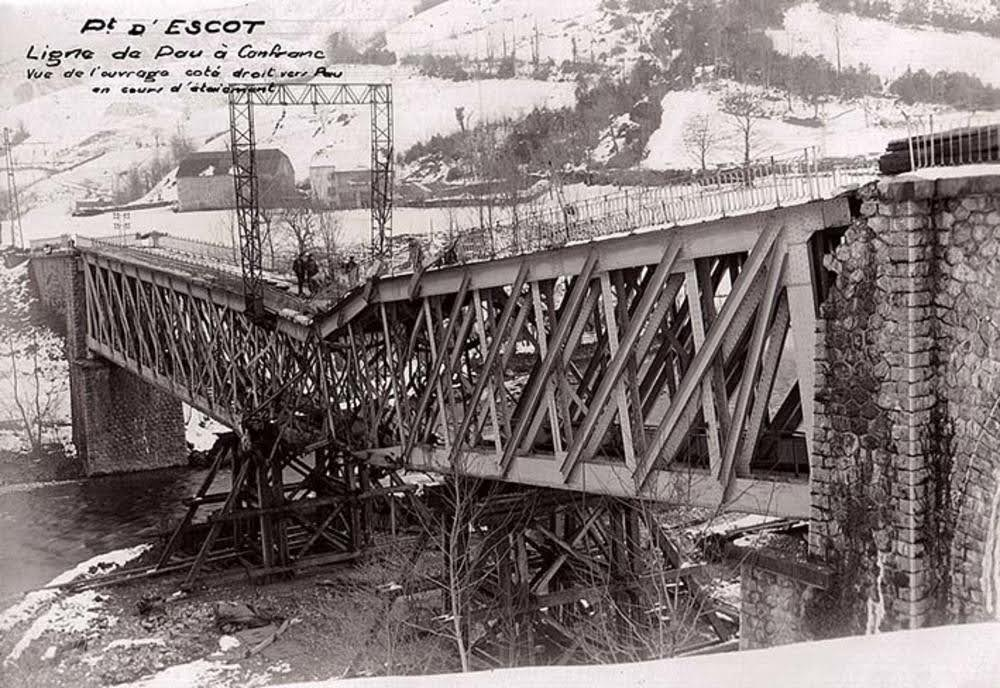
El puente de Escot, apuntalado tras el sabotaje de Francisco Cavero en agosto de 1944.

El acto de sabotaje más importante fue la voladura realizada por Cavero en el puente de Escot, el 4 de agosto de 1944, perteneciente a la línea ferroviaria Pau-Canfanc, desde la ocupación total de Francia y el fin del régimen de Vichy, la parte francesa de la Estación de Canfranc pasaba a estar controlada por los alemanes, la Estación era usada por estos principalmente para el tráfico de toneladas de oro suizo con el gobierno de Franco, tráfico de wolframio, armamento pesado y demás enseres de valor expoliados por toda Europa. El propio Cavero conocía muy bien dicha línea y el esfuerzo titánico que requirió su construcción, pues la vivió en su juventud,  quizás por esto decidió realizar el sabotaje en el centro del puente, que era de hierro, y no en los estribos de mampuesto como era habitual en las voladuras militares, de tal forma que no afectase a lago plazo el rendimiento de la línea una vez acabada la guerra y pudiese ser reparado, Cavero trepó por el andamiaje del puente y colocó las cargas de dinamita con otros dos maquis, la voladura fue un éxito, la descomunal explosión de las cargas en medio del puente destrozó la plataforma de hierro, los elementos sustentables como los arranques no sufrieron daños al quedar fuera del radio de explosión, ante tal destrozó de la plataforma del puente de Escot, los maquis lograron interrumpir de golpe el tráfico alemán de mercancías entre Pau y Bedous. Aunque había sido una gran explosión, el puente no tardaría más de un año en reparase, algo aceptable para poder mantener el tráfico normal, pues tal y como calculó Cavero, el puente fue reparado a los pocos meses de la rendición de Alemania, volviendo a estar operativo para su circulación una vez acabada la guerra en 1945. 
La 10° brigada combatió a las tropas alemanas principalmente en los vecinos valles de Aspe y Ossau, ambos valles comunican con España por sus respectivas fronteras de Somport y Portalet, ambos pasos fronterizos eran controlados y defendidos por las guarniciones fronterizas alemanas, estos disponían de numerosos puestos avanzados auxiliares, que permitía una mayor visión periférica y control desde el puesto de observación en lo alto de los pasos (el de Somport se ubicaba en Forges d'Abel y tenía puestos en la cima del Aneu sobre el puerto, en el Portalet había una dotación de 50 soldados alemanes en el hotel Baresse, que acabarán rindiendose a Ricardo Sánchez y otros cuatro maquis tras un ingenioso ardid), las tropas de montaña del ejército alemán estuvieron destinadas un tiempo en Somport y Portalet antes de ser enviados en junio de 1944 al frente de Normandía, donde lucharon contra la Compañía Easy de la mítica 101° división aerotransportada estadounidense, realizando actividades alpinas y de senderismo en su tiempo libre, llegaron a levantar sencillos parapetos durante sus breves maniobras de guerra alpina, en Portalet aún es visible un parapeto de piedras levantado por los soldados alemanes de montaña en una alta ladera. Los puestos de vigía relativamente aislados y a gran altitud, ubicados en torno a los pasos fronterizos fueron objetivos recurrentes de los ataques de los guerrilleros de Cavero desde el inicio de la liberación.
Las patrullas alemanas y los guardias civiles impedían el cruce de civiles bajo pena de arresto y deportación a las autoridades dependientes del lado de la frontera que se pretendía abandonar, de esta forma, si un extranjero huido era interceptado sin documentación vagando por zona española, los guardias civiles tenían la obligación de entregárselo al oficial de la Gestapo en dicho paso, si los alemanes detenían a un español huido en su territorio, debían entregárselo a la guardia civil, en ambos casos, el huido indocumentado era entregado precisamente a la autoridad del país que se quería evitar o de la que huía, como se ha sabido, esto solía suceder con cierta frecuencia en Canfranc y Somport, pues en esos años, no era raro encontrarse gente vagando desorientada por los senderos, o patrullas alemanas paseando por el pueblo asegurándose que los franceses de Canfranc respetarán el toque de queda. Muchos huidos encontrados por los montes cercanos fueron entregados a la Gestapo del puesto de Forges d'Abel debido a la orden (y a veces complicidad) de los guardias civiles, se sabe que un mesón de la Cuca (eventual residencia de verano del pequeño José Antonio Labordeta y su familia) sirvió de centro de detención en la localidad. Los pasos de montaña fronterizos bajo control alemán tendían a estar bien vigilados y defendidos, sobre todo lo estaba el histórico puerto de Somport por su relevancia estratégica, y la notable presencia militar germana a ambos lados 
La 10° brigada de guerrilleros españoles comandada por Cavero tenía muchos escondites y, con pocos hombres, podían controlar zonas bastante extensas en cotas altas, bosques y valles poco accesibles, aunque su principal base de operaciones siempre fueron los profundos bosques del estratégico Col de Marie Blanque, donde los guerrilleros llegaron a construir temporalmente un pequeño fuerte defensivo. Desde lo alto del puerto planificaban los asaltos e incursiones, pues el paso que controlaban entre los dos valles, además de ser su bastión defensivo, les permitía acceder por diferentes sendas a Ossau o Aspe. La brigada disponía de cuarteles y enfermerías clandestinas, depósitos de armas y munición, en edificios particulares ofrecidos a la causa antifascista, también localizaban bordas abandonadas o edificios en ruinas, muy útiles para servir de refugio improvisado en la montaña, el edificio más importante del que disponían los maquis fue el cuartel y enfermería que tenía montado la 10° brigada en Buziet, la casa fue facilitada por un simpatizantes de la guerrilla española, algunos civiles ofrecían sus conocimientos médicos y ayuda desinteresada, otros muchos se comprometieron al decidir ser enlaces de la resistencia, había una pequeña guerrilla de españoles y franceses que controlaban gran parte del inmenso bosque de Arudy (le bager d'Arudy), donde solían sucederse las emboscadas a los alemanes que se internaban en el bosque, también había resistentes españoles clandestinos en Olorón bien organizados. Esta creciente inseguridad que empezaron a experimentar los alemanes en ambos valles al ser acechados por los españoles era propia del frente de batalla, no de aquella zona alejada del frente que no debería dar ningún problema, los ataques del maquis eran cada vez más frecuentes y elaborados, aumentando así su letalidad, la progresiva dureza y aleatoriedad de las emboscadas del maquis aumentó el número de bajas entre las patrullas alemanas. La respuesta alemana no tardó en llegar, se promovieron varios ataques de castigo perpetrados contra los escondites clandestinos de los maquis españoles y sus colaboradores, el fatídico 17 de julio de 1944, la aldea de Buziet fue objetivo de un cruel ataque en represalia, los alemanes supieron de la existencia de un cuartel y hospital clandestino que los maquis de la 10.ª brigada tenían en una de las casas del pueblo, la columna alemana asaltó Buziet. 

### La liberación de Aspe y Ossau
A principios de agosto de 1944, cuando el avance aliado sobre París era ya inevitable, los alemanes iniciaron el repliegue ordenado a la frontera alemana, el segundo desembarco aliado fue en las playas de Provenza, la débil resistencia alemana propició el rápido avance de los aliados por la campiña sin apenas oposición, al avanzar tan rápidamente hacia el oeste, las divisiones mecanizadas aliadas acabaron por separar a las fuerzas alemanas desplegadas en el sur y centro de Francia de la retirada principal en el norte donde ahora estaba el frente, quedando incomunicadas dichas divisiones alemanes al sur del grueso del ejército, ante está situación, los guerrilleros españoles incrementaron la complejidad sus ataques a las posiciones alemanas, los violentos tiroteos ahora podían durar horas o días cuando meses antes apenas se intercambiaban varios disparos con las patrullas antes de desaparecer en el bosque. Los altos mandos alemanes de Pau y Lourdes tomaron la decisión de retirarse pacíficamente hacia la cercana y aliada España franquista, se congregaron a todas las fuerzas del Herr de la región, que avanzando en convoy hasta Bedous, tomarían el tren para agilizar el avance hasta la boca francesa del Túnel de Somport, donde existía un importante puesto alemán fronterizo en la aldea de Forges d'Abel, que servía de base y retaguardia a los destacamentos alemanes que defendían el Somport de los continuos ataques, los maquis se percataron a tiempo del plan de huida y mediante una operación coordinada con las FFI, lograron perseguir y retrasar el convoy, este incentivo acrecentó la respuesta alemana, que se volvió más desesperada e implacable conforme alcanzaban maltrechos hasta el circo de Bedous, los guerrilleros de Cavero planearon una maniobra sorpresa desde Lees Athas contra el tren lleno de alemanes que se dirigía a la frontera, aprovechando el terreno llano, Hilario Borau lideró el asato al tren, que no llegó a avanzar lo suficiente antes de caer bajo fuego de ametralladoras causando muchas bajas, Cavero y los guerrilleros españoles y franceses pusieron en fuga a parte del convoy que avanzaba a pie, así continuo la última mitad de la persecución por el valle, donde los combates fueron intensos y muy crudos restante persecución interceptar al contingente alemán que pretendía huir hacia España a través del túnel ferroviario de Somport, consiguiendo su rendición tras los enfrentamientos de Bedous, Borce, el puente de Cebers (donde los oficiales alemanes restantes se suicidaron saltando del puente para evitar caer en manos de los guerrilleros) y la estación de Forges d'Abel, en esta última emboscada ocurrida a escasos kilómetros de la frontera española, un grupo de alemanes en retirada logró cruzar el túnel a pie, llegando hasta la Estación de Canfranc y rindiendose sin ningún incidente a las autoridades franquistas, de esta forma, los puertos de Somport y Portalet dejaban de estar controlados por las tropas germanas, produciéndose la liberación de los valles de Aspe y Ossau a finales de agosto de 1944, tras estos sucesos, Cavero adquirió gran renombre entre los republicanos españoles exiliados. 

### La fatídica "Invasión del Valle de Arán u Operación Reconquista de España"
Finalmente, Francisco Cavero comandó a su 10° Brigada durante la fallida Invasión del Valle de Arán u Operación Reconquista de España en octubre de 1944, siéndole asignado el sector de Vera de Bidasoa, la operación en el sector occidental pretendía servir de distracción a la invasión principal que se realizaría en el Valle de Arán, la misión era establecer una cabeza de puente en el Bidasoa y mantener posiciones. Al cruzar la frontera, fueron sorprendidos por un gran número de Guardias Civiles y militares con apoyo de morteros y artillería ligera atrincherados en los altos collados del monte Larrún, (se comenta que en los albores a la invasión, ciertos sectores carlistas de la zona de Estella se comprometieron a ayudar al maquis a internarse en Navarra, para traicionarlos en el último momento, filtrando las rutas de entrada al mando franquista), debido a su experiencia, la brigada de Cavero fue la que soportó mayormente el peso de la contraofensiva nacional, cubriendo la retirada del resto de brigadas del maquis, el combate que entablaron se prolongó durante ocho días, sufriendo numerosas bajas el contingente guerrillero, que terminó por retirarse al poblado gascón de Sare, ya en territorio de la Francia Libre, fracasando así la maniobra de distracción en el sector del Pirineo occidental, pues en los valles de Ansó, Hecho y Canfranc se corrió la misma suerte.

### La muerte de Cavero en Sare
La noche del 23 de octubre de 1944, un nutrido grupo de requetés y Guardias Civiles que los habían seguido, lograron realizar una incursión en territorio francés, asaltando las dos bordas donde descansan los guerrilleros de Cavero, estos reaccionaron y se produjo un intenso enfrentamiento que duró un par de horas, sus camaradas narran que el comandante Francisco Cavero disparaba su ametralladora Bren desde el primer piso de la borda, realizando fuego de supresión en la línea del bosque, por donde avanzaban los nacionales, una vez se quedó sin cargadores a mano, corrió a buscar más municiones y fue herido de muerte en el acto, causando una gran tristeza en sus compañeros, la avanzadilla nacional huyó antes de la llegada de las FFI y las autoridades francesas, Francisco Cavero fue enterrado con honores militares en el pueblo de Moumour (Beárn), pasando el liderazgo de la 10.º Brigada a su gran amigo Hilario Borau. Cavero fue recordado por sus camaradas y familiares como un hombre carismático y muy tranquilo, disciplinado militarmente a la vez que altruista.

## Vida civil
Nació en el seno de una familia humilde, en el pueblo fronterizo de Canfranc, en el valle del Aragón. Los Cavero, una familia de históricos caballeros e infanzones aragoneses originarios del valle de Hecho (documentados por primera vez en el siglo XII)se establecieron en Canfranc a principios del siglo XIX, muy probablemente al ser un enclave fronterizo y comercial, además de tener familia bearnesa al otro lado de la frontera.
En su infancia, Francisco se haría íntimo amigo de Antonio Beltrán Casaña, con quien compartiría innumerables aventuras a lo largo de su juventud, también con Hilario Borau (el anarquista), Lázaro Beltrán y el que será su cuñado, Ricardo Sánchez (el de Bayona), los cinco compondrán el grupo que se ha conocido a posteriori como "El Quinteto Revolucionario de Canfranc", todos ellos de ideología comunista o anarquista, notablemente influenciados por los ferroviarios socialistas franceses y las terribles condiciones de trabajo de las obras de la Estación Internacional de Canfranc (1908-1928).
En 1911 Antonio Beltrán parte a EE. UU. al rancho "Canfranc", la granja de unos familiares suyos en Arizona, al tiempo se escapará y cruzará la frontera mexicana en 1915 uniéndose a Pancho Villa durante la Revolución mexicana, este hecho quizá influyó notablemente en la política del grupo, que adquirió un carácter más revolucionario y comprometidos con la lucha de clases. Con la llegada de la Primera Guerra Mundial y la entrada en 1917 de EE.UU en la guerra, Beltrán se alista a la Fuerza Expedicionaria Estadounidense y parte al frente occidental en Francia, no duro mucho en las trincheras puesto que desertó al poco tiempo para volver a Canfranc. Se sabe que un pariente paterno de Francisco Cavero, Jacques Cavero, de padre cheso pero natural de Bedous, y perteneciente al 249.º Regiment d´Infanterie del Ejército francés con grado de Sargento, combatió en las batallas de Verdún y Argonne de 1916 y 1917 respectivamente, siendo abatido por el enemigo el día 27 de septiembre de 1917, en el infame Défilé des Meurissons, en Four-de-Paris (Marne). 
Cavero desempeñó varios oficios en su juventud, siguiendo la tradición familiar, durante cierto tiempo se ocupó de la cría de caballos y vacas en Canfranc, los animales eran llevados a concursos y mercados ganaderos al otro lado de la frontera, llegando a ganar varios premios, también trabajó como peluquero. Cavero se casó con Lorenza Sánchez (de "casa Bayona", también de Canfranc, probablemente de ascendencia gascona), hermana mayor de su gran amigo y compañero de vivencias Ricardo Sánchez, que pasaría a ser su cuñado. 
Durante los años 20 se mudó a Francia junto a Beltrán a y sus respectivas esposas, más concretamente en la "Maison de l'ours" de Etsaut, donde llegaron a afirmaban que ocurrían hechos extraños. Se dedicaron al negocio de la madera en varias explotaciones del Alto Beárn, compaginándolo con el contrabando de neumáticos y lentes de cámara, muy escasos en Aragón durante aquellos años, el negocio de la madera les servía de coartada en los frecuentes controles fronterizos de los carabineros a la hora de cruzar el Somport.
Ya de vuelta en España, fundó en Jaca junto a Beltrán "La Competencia", un servicio de taxis entre Jaca y Canfranc, sin dejar de ejercer el contrabando ocasional, tan lucrativo en esos años de escasez. Estuvo preso en la Torre del Reloj de Jaca junto a Beltrán en dos ocasiones, una por contrabando (cesando definitivamente dicha actividad) y la otra por la sublevación republicana de 1930. Fue concejal por el Frente Popular en el Ayuntamiento de Canfranc durante las generales de febrero de 1936. Junto al alcalde de Jaca Julián Mur y los republicanos del valle, hicieron frente al Golpe de Estado del 18 de julio de 1936 en la ciudad de Jaca, retirándose a través del valle hasta su pueblo junto a Ricardo Sánchez para sabotear la línea del ferrocarril y retrasar el alzamiento militar en Canfranc un par de días, dando así tiempo a la población, de mayoría republicana, a organizarse. Tras unirse al Ejército Popular, su familia fue arrestada y encarcelada en el Seminario de Jaca junto a muchos republicanos de la comarca. Su mujer Lorenza y sus hijos Francisco, Elvira y Pedro, no supieron de su trágica muerte en combate hasta varios años después. Tras la guerra civil y la derrota alemana, Ricardo Sánchez y los hermanos de Cavero pasaron a vivir al Pirineo francés, (en torno al Bearn y Gascuña) junto a miles de republicanos españoles exiliados que acabarían prosperando y asentándose definitivamente en Francia, a pesar de esto, lograron mantener el contacto con los hijos de Francisco Cavero, que siguieron viviendo en Canfranc. 

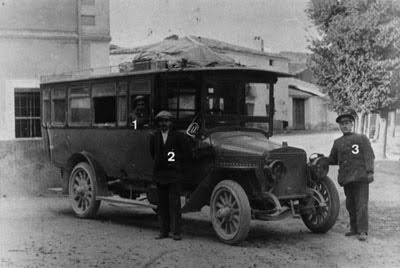
Francisco Cavero (2) y Antonio Beltrán (1) en un autocar de la compañía "La Competencia", Jaca 1924

## Distinciones
- Croix de guerre 1939-1945 (título póstumo)[1]